# Рудольф Бокельман
Рудольф Бокельман (нім. Rudolf Bockelmann; 2 квітня 1892, Бад-Бодентайх — 9 жовтня 1958, Дрезден) — німецький оперний співак (баритон, бас-баритон), каммерзенгер Пруссії.

## Біографія
Народився в родині директора школи. У 1902–1911 роки навчався в гімназії в Целле, батько навчав його гри на фортепіано. З 1912 року вивчав класичну філологію в Університеті Лейпцига, там же став членом Співочого товариства святого Павла. Добровольцем вирушив на фронт, кілька разів був поранений. Після повернення з війни в 1919 році здобув викладацький ступінь.
Свої музикальні здібності серйозно не сприймав, але за наполяганням Лейпцизького диригента Артура Нікіша в 1920-1923 роки навчався співу в баритона Оскара Ласснера (нім. Oskar Lassner). Вже в 1921 році дебютував в Лейпцизькій опері.
У 1920 співав у опері в Целле; в 1921–1926 роки — в Лейпцизькій опері. У 1926—1932 роки — героїчний баритон в Державній ганноверській опері.
З 1928 по 1942 рік був незмінним учасником і лавреатом Байройтського вагнерівського фестивалю.
У 1932–1945 роки — 1-й героїчний баритон в Берлінському державному оперному театрі. У 1934 році отримав звання Каммерзенгера Пруссії.
У 1937 році вступив в НСДАП (реєстраційний номер 5849261), став членом президії Товариства німецьких художників. У серпні 1944 Адольф Гітлер включив його в свій Gottbegnadeten-Liste («Список талановитих від бога»), що звільнило Р. Бокельмана як від служби на фронті, так і від трудової повинності.
З 1944 року — професор співу в Імперській музичній школі в Зальцбурзі. З 1945 року співав в Гамбурзькій опері; в 1946–1954 роки викладав вокальне мистецтво в Гамбурзі. З 1954 року жив у Дрездені, де був професором консерваторії.
Похований на Старому католицькому кладовищі в Дрездені.

## Творчість
Вважається одним з найвидатніших інтерпретаторів Вагнера в XX столітті. У 1928–1942 роки регулярно брав участь в Байройтському фестивалі і ставав його лавреатом. До Другої світової війни гастролював у Великій Британії (Королівський оперний театр в Ковент-Гардені) і США (Оперний театр Чикаго); в повоєнний час внаслідок причетності до НСДАП його виступи обмежувалися виключно Німеччиною.
Серед виконаних ним партій — Геральд в «Лоенгріні», Вотан у «Валькірії», «Золоті Рейну» і «Зігфріді», Ганс Сакс в «Нюрнберзьких мейстерзінгерах».